# ラットコ・ステボビッチ
ラットコ・ステボビッチ（Ратко Стевовић / Ratko Stevović, 1956年10月24日 - ）は、モンテネグロ出身（旧ユーゴスラビア）のサッカー指導者。
ベオグラード体育大学でコーチ学を学び、その後UEFA公認A級ライセンスを取得。1987年から1989年までFKズマイ・ゼムンのユース組織で監督を務める。1991年に来日、三菱ユースのコーチを務める。1992年から1994年まで東邦チタニウムサッカー部のコーチを務めた後、1995年にリエゾン草津（現ザスパクサツ群馬）の監督に就任。同時に東日本サッカーアカデミー講師に着任した。1996年には千田善が日本語訳を担当した著書『現代サッカー』を出版。2002年から2003年までギリシャ・プレミアリーグでコーチ、2006年から2007年までプルヴァ・ツルノゴルスカ・フドバルスカ・リーガのFKモルナルで監督を務めた。